# Xã Harrison, Quận Bedford, Pennsylvania
Xã Harrison (tiếng Anh: Harrison Township) là một xã thuộc quận Bedford, tiểu bang Pennsylvania, Hoa Kỳ. Năm 2010, dân số của xã này là 972 người.